# Pye Green
Pye Green – wieś w Anglii, w hrabstwie Staffordshire, w dystrykcie Cannock Chase. Leży 13 km na południowy wschód od miasta Stafford i 187 km na północny zachód od Londynu.